# Српски јерарси 1766—1920.
Српска православна црква је основана 1219. године као аутокефална заслугом Светог Саве који је тада основао прве епархије које је попунио српским епископима. Од 1346. године она је подигнута на ранг патријаршије. Падом српских земаља под турску власт престала је да постоји Пећка патријаршија, поново је обновљена 1557. и укинута 1766. године. У 19. веку су постојале аутокефалне Карловачка митрополија (Карловачка патријаршија), Београдска митрополија и аутономна Митрополија црногорско-приморска, а један број епархија је био под управом Цариградске патријаршије.
После Првог светског рата стварањем Краљевине Срба, Хрвата и Словенаца настао је државни оквир за формирање јединствене аутокефалне Српске православне цркве у рангу патријашије 1920. године.
Према књизи „Српски јерарси“ епископа Саве Вуковића из 1996. године, српски архијереји присутни од 1766. (укидања Пећке патријаршије) до 1920. (уједињења Српске патријаршије) били су:
|  |  |  |  |  |  |  |  |  |  |  |  |  |  |  |  |  |  |  |  |  |  |  |  |  |  |  |  |  |  |

## А
- Агатангел (Грк; 1769-1832), митрополит београдски 1816-1825, митрополит халкидонски 1825-1826, патријарх цариградски 1826-1830.
- Агатангел (Грк), митрополит зворничко-тузлански 1848-1861.
- Агатангел (Грк), митрополит струмички крајем 19. века
- Аксентије III, митрополит херцеговачки 1838-1848, затим премештен у Велес.
- Амвросије (Грк; 1791-1863), митрополит дабробосански 1834-1841.
- Амвросије, митрополит скопски 1896-1897, пре тога је био митрополит охридски
- Ананије II, митрополит струмички 1767.
- Ананије (?-1802), митрополит херцеговачки 1772-1802.
- Ананије, митрополит скопски 1820-1828, митрополит призренски 1828-1836, затим премештен у Тесалију.
- Антим, митрополит херцеговачки 1766-1772.
- Антим II, митрополит скопски 1767.
- Антим III, митрополит скопски 1799 - после фебруара 1818.
- Антим Зеповић (Грк; 1762-?), епископ ужичко-шабачки 1802-1814.
- Антим (Грк), митрополит београдски 1827-1831, пре тога митрополит ловчански.
- Антим IV, митрополит скопски 1830.
- Антим, митрополит струмички 1846 - пре 1849.
- Антим, митрополит нишавски 1853-1860.
- Антим, митрополит велешки 1863.
- Антим (Грк), митрополит дабробосански 1874-1880.
- Антоније Нако (1817-1900), епископ темишварски 1864/65-1872, умировљен 1872.
- Арсеније Радивојевић (1720-1783), епископ пакрачки 1759-1770, епископ будимски 1770-1774, епископ бачки 1774-1780.
- Арсеније Пламенац (?-1784), митрополит црногорски 1781-1784.
- Арсеније Стојковић (1804-1892), епископ будимски 1852/53-1892, администрирао бачку епархију као архимандрит 1843-1851, администрирао карловачку митрополију 1870-1872.
- Атанасије Живковић (?-1782), епископ пакрачки 1770-1781, епископ бачки 1781-1782.

## В
- Варнава Росић (1880–1937), 1910 изабран је за викарног епископа Дебарско-велешке епархије Цариградске патријаршије са титулом главинички, митрополит скопски 1920—1930, патријарх српски 1930—1937.
- Василијан Петровић (1820-1891), епископ бачки 1882-1891.
- Василије Петровић (?-1766), митрополит црногорски 1750-1766.
- Василије Јовановић-Бркић (?-1772), митрополит новобрдски и косовски 1756-1759, митрополит дабробосански 1759-1763, патријарх пећки 1763-1765.
- Василије Поповић (1860-1938), митрополит бањалучко-бихаћки (или само бањалучки) 1908—1938.
- Венедикт Краљевић (1765-1862), титулани епископ кратовски од 1806, епископ далматински 1810-1823, после тога живео у Италији.
- Венедикт I, митрополит нишки после 1821.
- Венедикт II, митрополит нишки 1842-1845.
- Венијамин, митрополит босански 1816-1834.
- Викентије Јовановић-Видак (1730-1780), епископ темишварски 1759-1774, митрополит карловачки 1774-1780, администрирао епархију пакрачку као архимандрит 1757-1759.
- Викентије Поповић (?-1785), епископ вршачки 1774-1785.
- Викентије Красојевић (1824-1882), епископ ужички 1873-1882.
- Викентије Крџић (1853-1915), митрополит скопски 1905-1915.
- Виктор Чолаковић (?-1888), митрополит нишки 1878-1883 у саставу српске митрополије, као и пре тога од 1872. у оквиру бугарске егзархије.
- Висарион Љубиша (1823-1884), епископ захумско-рашки 1878-1882, митрополит цетињски 1882-1884.
- Владимир Боберић (1873-1918), епископ бококоторски 1911-1917.

## Г
- Гаврило, митрополит рашки 1760-1766.
- Гаврило (Грк), митрополит ћустендилски пре 1765-1766.
- Гаврило, митрополит нишки и белоцрквански око 1766.
- Гаврило (Грк), митрополит призренски после 1766, пре тога митрополит амасијски
- Гаврило (Бугарин; ?-1837), митрополит зворнички и градачки 1808-1837.
- Гаврило III (?-1843), митрополит скопски око 1830-1843.
- Гаврило Поповић (1811-1871), епископ шабачки 1860-1866, умировљен 1866.
- Гаврило Змејановић (1847-1932), епископ вршачки 1896-1920, пре тога био мандатар - администратор епархије вршачке као архимандрит 1895-1896.
- Гаврило Дожић (1881-1950), митрополит рашко-призренски 1911-1913, митрополит пећки 1913-1920, митрополит црногорско-приморски 1920-1938, патријарх српски 1938-1950.
- Гедеон Никитић, епископ православних Румуна 1784-1788.
- Гедеон Петровић (1770-1832), епископ бачки 1807-1832, пре тога администрирао епархијом бачком као архимандрит 1805-1807.
- Гедеон (Грк), митрополит скопски пре 1820. (после Антима, а пре Генадија)
- Генадије I, митрополит скопски после 1767. (између митрополита Јоасафа и Софронија)
- Генадије Димовић (1727-1796), епископ горњокарловачки 1786-1796.
- Генадије II, митрополит скопски пре 1820.
- Генадије, митрополит дебарски 1860.
- Георгије Хранислав (1775-1843), епископ пакрачки 1829-1839, епископ бачки 1839-1843, администрирао карловачку митрополију 1841-1842.
- Георгије Николајевић (1807-1896), митрополит дабробосански 1885-1896.
- Георгије Војновић (?-1881), епископ темишварски 1874-1881.
- Георгије Бранковић (1830-1907), епископ темишварски 1882-1890, патријарх српски 1890-1907.
- Георгије Зубковић (1878-1951), епископ будимски 1911/1912-1951.
- Герасим, митрополит рашки 1766-1776.
- Герасим II (Грк), митрополит зворнички пре 1777 - 1804.
- Герасим Адамовић, православни епископ ердељски 1786-1796.
- Герасим Домнин, митрополит шабачки 1816-1830, потом управљао Мирликијском епархијом цариградске патријаршије.
- Герасим Ђорђевић (1779-1839), митрополит шабачки 1831-1839.
- Герасим, митрополит битољски и прилепски 1833.
- Герасим Рац (1793-1850), епископ арадски 1835-1850.
- Герасим Стојковић (1811-1865), епископ неготински 1854-1865.
- Герасим, митрополит дебарски 1864.
- Герасим Петрановић (1820-1906), епископ бококоторски 1871-1906.
- Герман, митрополит рашко-призренски 1836-1838.
- Герман Анђелић (1822-1888), епископ бачки 1869-1882, патријарх српски 1882-1888, као архимандрит администрирао епархију бачку 1867-1869, изабран 1869. а посвећен за епископа 1874, администрирао карловачку митрополију 1879-1882.
- Герман Опачић (1857-1899), епископ бачки 1893/94-1899.
- Григорије (Грк), митрополит зворнички 1767-1773.
- Григорије, митрополит дебарски 1828.
- Григорије, митрополит нишки 1837-1842.
- Григорије, митрополит херцеговачко-захумски 1854-1860.
- Григорије (Грк), митрополит струмички 1908.
- Григорије Живковић (1839-1909), митрополит зворничко-тузлански 1897-1909.

## Д
- Данило Јакшић (1715-1771), епископ горњокарловачки 1750/51-1771, као архимандрит адимистрирао епархију горњокарловачку 1749-1750/51 и епархију костајничку 1749-1750.
- Данило, митрополит дабробосански 1769, пре тога је био егзарх васељенског патријарха.
- Данило Влаховић, епископ буковински 1789-1822.
- Данило (Грк), митрополит шабачко-ваљевски 1794-1802.
- Данило (Грк), епископ шабачки 1814-1815, митрополит нишки 1821.
- Димитрије Бранковић (1868-1938), епископ задарски 1913-1920, потом по својој жељи умировљен.
- Димитрије Павловић (1846-1930), епископ нишки 1884-1889, епископ шабачки 1898-1905, митрополит Србије 1905-1920, патријарх српски 1920-1930.
- Дионисије Новаковић, епископ будимски 1749-1767, управљао је и ердељском епархијом.
- Дионисије Папазоглу (јавља се и под презименима Пападопулос и Поповић; Грк; 1750-1828), митрополит београдски 1784/85-1791, митрополит будимски 1791-1828.
- Дионисије, епископ штипски до 1788, пре тога митрополит дабарски.
- Дионисије Поповић (?-1815), митрополит београдски 1813-1815.
- Дионисије, викарни епископ штипски 1845-1858.
- Дионисије (Грк), митрополит дабробосански 1856-1860.
- Дионисије I (Грк; ?-1865), митрополит зворничко-тузлански 1861-1865.
- Дионисије Илијевић (Дионисије II; 1838-1894), митрополит зворничко-тузлански 1865-1868 и 1872-1891, митрополит дабробосански 1868-1871.
- Дионисије Петровић (1858-1900), митрополит рашко-призренски 1896-1900, пре тога је као архимандрит био намесник скопске митрополије.
- Доментијан Поповић (?-1913), епископ нишки 1911-1913.
- Доситеј, митрополит дебарски 1818.
- Доситеј Новаковић (?-1854), епископ тимочки 1834-1854.
- Доситеј Јовић (1856-1910), епископ бококоторски 1908-1910.
- Доситеј Васић (1887-1945), епископ нишки 1913-1932, митрополит загребачки 1932-1945, администрирао српску патријаршију 1937-1938, провео три године у Чехословачкој као мисионар, администрирао епархијама горњокарловачком и бањалучком, више година помагао епископу пакрачком Мирону.

## Е
- Евгеније, митрополит скопски 1807. (наследио Антима)
- Евгеније, митрополит зворничко-тузлански 1807-1808
- Евгеније Јовановић (1802-1854), епископ горњокарловачки 1839-1854, пре тога администрирао епархијом горњокарловачком као архимандрит 1837-1839.
- Евгеније Симеоновић (1815-1880), епископ тимочки 1865-1880.
- Евгеније Летица (1858-1933), митрополит бањалучки 1900-1908, митрополит дабробосански 1908-1920, умировљен 1920. године.
- Евстратије, епископ ужички 1774.
- Емилијан Кенгелац (1807-1885), епископ вршачки 1853-1885.

## З
- Захарије, митрополит скопски 1776-1792
- Захарије, митрополит рашки, призренски и скендеријски 1819-1830.

## И
- Игњатије, митрополит рашко-призренски, скендеријски и ђаковачки 1840-1849.
- Игњатије I, митрополит дабробосански 1841-1851, пре тога митрополит самоковски.
- Игњатије II (?-1868), митрополит дабробосански 1860-1868.
- Игњатије (1828-?), митрополит херцеговачки 1875-1888, хиротонисан за епископа 1868. умировљен 1888.
- Иларион Рогановић (1828-1882), митрополит црногорско-брдски 1860-1882.
- Иларион Зеремски (1865-1931), викарни епископ 1912-1920, администрирао епархију горњокарловачку 1914-1920, епископ горњокарловачки 1920-1931.
- Инокентије Павловић (1840-1905), епископ нишки 1894-1899, архиепископ београдски и митрополит Србије 1898-1905.
- др Иринеј Ћирић (1884-1955), епископ тимочки 1919-1921, епископ бачки 1922-1955, администрирао је епархијама вршачком, банатском два пута и темишварском.

## Ј
- Јевсевије (?-1789), митрополит рашко-призренски ?-1789.
- Јеремија Папазоглу, митрополит београдски 1766-1784.
- Јеремија (Грк; ?-1815), митрополит херцеговачки 1782-1815. (наследио Ликанија)
- Јеремија Мађаревић (1822-1896), епископ будимски 1896, изабран 1895.
- Јероним, митрополит зворнички 1770.
- Јероним (Грк), митрополит нишавски 1821-1836.
- Јероним Јовановић (1825-1894), епископ шабачки 1877-1883, епископ нишки 1889-1894.
- Јеротеј Мутибарић (1799-1858), епископ далматински 1843-1853.
- Јеротеј, митрополит струмички 1862.
- Јефрем Бојовић (1851-1933), епископ шабачки 1920, епископ жички 1920-1933.
- Јоаким (Грк), митрополит ваљевски 1767-1793.
- Јоаким (?-1868), митрополит скопски 1844-1868.
- Јоаким, митрополит пелагонијски 1907.
- Јоаникије Георгијевић (1731-1818), митрополит рашко-призренски 1781-1818.
- Јоаникије, митрополит зворничко-тузлански 1804-1807.
- Јоаникије Нешковић (1804-1873), епископ шабачки 1849-1854, епископ ужичко-крушевачки 1854-1873.
- Јоаникије II, митрополит нишки 1856-1858.
- Јоасаф, митрополит скопски 1767. (после Антима, пре Генадија)
- Јован Ђорђевић (?-1773), епископ осечкопољски 1746-1749, епископ вршачки 1749-1769, митрополит карловачки 1769-1773.
- Јован Јовановић (1732-1805), епископ горњокарловачки 1783-1786, епископ бачки 1786-1805.
- Јосиф Стојановић (?-1775), епископ костајнички (1754-1771), а потом епископ горњокарловачки (1771-1774), умировљен 1774.
- Јосиф Јовановић Шакабента (1743-1805), епископ пакрачко-славонски 1781-1784, епископ бачки 1784-1786, епископ вршачки 1786-1805.
- Јосиф, митрополит моравски 1782.
- Јосиф, митрополит херцеговачки 1817-1835 и 1848-1854, до 1817. био је епископ кратовски, 1836. је премештен на епархију димитријадску.
- Јосиф, митрополит битољски 1824.
- Јосиф Путник (1777-1830), епископ пакрачки 1808-1828/29, епископ темишварски 1829-1830, админстрирао је 1805-1806 епархију вршачку и 1807-1808 епархију пакрачку, као епископ пакрачки је око девет година админстрирао епархију арадску.
- Јосиф, митрополит нишки после 1821 - пре 1837.
- Јосиф Рајачић (1785-1861), епископ далматински 1829-1833, епископ вршачки 1833-1842, митрополит карловачки 1842-1861, од 1848. патријарх српски, као архимандрит до 1829. администрирао пакрачку епархију.
- Јустин Јовановић (1786-1834), епископ будимски 1834.

## К
- Калиник II (Грк), патријарх пећки 1765-1766.
- Калиник, митрополит босански 1808-1817.
- Калиник II, митрополит нишки 1869-1872.
- Кирил, митрополит дабробосански 1776-1779. (наследио Серафима)
- Кирил Живковић (1730-1807), епископ пакрачки 1786-1807.
- Кирил (?-1827), митрополит београдски 1826-1827.
- Кирил Кирјаковић, митрополит зворнички 1837-1848, премештен 1848. на епархију гранохорску.
- Кирило Митровић (1867-1931), епископ захумско-рашки 1908/09-1920, епископ бококоторски 1920-1931.
- Константин II, митрополит скопски 1766.
- Корнилије Станковић (1820-1889), епископ жички 1883-1885, умировљен 1885.

## Л
- Леонтије Ламбровић (Грк), митрополит београдски 1801-1813.
- Леонтије Радуловић (1835-1888), митрополит херцеговачки 1888.
- Ликаније (Грк), митрополит херцеговачки 1778-1802.
- Лукијан Мушицки (1777-1837), епископ горњокарловачки 1828-1837, као архимандрит је администрирао епархију горњокарловачку 1824-1828.
- Лукијан Николајевић (1817-1872), епископ горњокарловачки 1865-1872.
- Лукијан Богдановић (1867-1913), епископ будимски 1897/98-1908, патријарх српски 1908-1913, као архимандрит био је мандатар 1896-1897, па администратор 1897 епархије будимске, администрирао је епархију темишварску 1901-1903 и митрополију карловачку 1908.

## М
- Макарије, митрополит нишки 1812-1814.
- Максим Мануиловић (?-1838), епископ вршачки 1829-1833, епископ темишварски 1833-1838.
- Максим Савић (1801-1844), епископ шабачки 1839-1842.
- Мелентије Вујић (1857-1921), епископ тимочки 1891-1913, умировљен 1913. године.
- Мелетије (?-1821), митрополит нишки 1815-1821
- Мелетије Никшић (Мелетије I; 1780-1816), епископ шабачки 1816.
- Мелетије Павловић (1776-1833), митрополит Србије 1831-1833, као архимандрит администрирао митрополију београдску 1815-1816.
- Мелетије II (1806-1848), епископ шабачки 1847-1848.
- Мелетије (Грк; ?-1895), митрополит рашко-призренски 1854-1895.
- Методије (Грк; ?-1801), митрополит београдски 1791-1801.
- Методије II (Грк; ?-1896), митрополит скопски 1892-1896.
- Мирон Николић (1846-1941), епископ пакрачки 1888/90-1941, као архимандрит био је мандатар пакрачке епархије 1887-1888, администрирао је три пута упражњеном митрополијом карловачком до 1913. године.
- Митрофан, митрополит ваљевски и ужички 1760-1766.
- Митрофан Бан (1841-1920), архиепископ цетињски и митрополит Црне Горе 1885-1920, као архимандрит администрирао митрополију црногорску и епархију захумско-рашку.
- Митрофан Шевић (1854-1918), епископ бачки 1899-1918.
- Михаило Јовановић (1826-1898), епископ шабачки 1854-1859, митрополит Србије 1859-1881 и 1889-1898.
- Михаило Грујић (1861-1914), епископ горњокарловачки 1891-1914, администрирао митрополију карловачку 1913-1914.
- Мојсије Путник (1728-1790), епископ бачки 1757-1774, епископ темишварски 1774-1781, митрополит карловачки 1781-1790, администрирао митрополију карловачку 1773-1774 и 1780-1781.
- Мојсије Миоковић (1770-1823), епископ горњокарловачки 1807-1823, као архимандрит је једно време администрирао епархију горњокарловачку.
- Мојсије Вересић (?-1896), епископ шабачки 1868-1874, епископ неготински 1880-1883, пензионисан 1874. и поново 1883. године, администрирао митрополијом београдском 1881-1883.

## Н
- Нектарије, митрополит битољски 1803.
- Нектарије (?-1853), митрополит нишавски 1837-1853, пре тога је био лесноски митрополит.
- Нектарије Димитријевић (1839-1895), епископ вршачки 1887-1895, као архимандрит био је мандатар епархије вршачке 1885-1887.
- Неофит (?-1778), митрополит самоковски 1766.
- Неофит, митрополит скопски после 1830.
- Нестор Јовановић (1767-1830), епископ арадски 1828/29-1830.
- Нестор Поповић (1833-1884), епископ нишки 1883-1884, администрирао је епархију неготинску 1883-1884.
- Никанор Ивановић (?-1894), митрополит црногорски 1858-1860.
- Никанор Грујић (1810-1887), викарни епископ 1861-1864, епископ пакрачки 1864-1887, као архимандрит био је мандатар епархије горњокарловачке 1859, администрирао је митрополију карловачку 1872-1874.
- Никанор Ружичић (1843-1916), епископ жички 1886-1889, епископ нишки 1898-1911, умировљен 1889. и 1911. године.
- Никанор Поповић (1831-1901), епископ темишварски 1891-1901.
- Никифор Максимовић (1788-1853), епископ ужички 1831-1853.
- Никифор, митрополит нишки 1842-1856.
- Никодим, митрополит рашки 1772-1784.
- др Никодим Милаш (1845-1915), епископ далматинско-истријски 1890-1911, пензионисан 1911.
- Никола, епископ малешевски крајем 18. века.
- Николај Мандић (1840-1907), митрополит зворничко-тузлански 1892-1896, митрополит дабробосански 1896-1907.
- Николај Велимировић (1880-1956), епископ жички 1919-1920, епископ охридски 1920-1931, епископ охридско-битољски 1931-1936, епископ жички 1936-1956, од 1941. био је одсутан са епархије, администрирао је епархије жичку 1934-1936 и охридско-битољску 1936-1938.
- Нићифор Перић (1862-1918), митрополит рашко-призренски 1901-1911.

## П
- Павле Ненадовић (1703-1768), епископ горњокарловачки 1742/44-1748, епископ арадски 1748-1749, митрополит карловачки 1749-1768.
- Павле Авакумовић (?-1815), епископ пакрачки 1783-1786, епископ арадски 1786-1815.
- Пајсије II, митрополит дабробосански 1793.
- Пајсије (1806—1892), викарни епископ врањски 1852-1865, митрополит доростолско-червенски 1865-1868 али је живео у Врању и Скопљу и управљао митрополијом скопском чији је митрополит Јоаким 1865-1867 био у Цариграду као члан Синода, митрополит скопски 1868-1892.
- Пајсије III (Грк; ?-1874), митрополит зворничко-тузлански до 1872, митрополит дабробосански 1872-1874, пре доласка на ове позиције био је митрополит видински.
- Пантелејмон Живковић (1795-1851), епископ далматински 1835-1836, епископ будимски 1836-1839, епископ темишварски 1839-1851.
- Партеније, митрополит рашко-призренски 1849-1854, пре тога је био митрополит самоски.
- Партеније, архиепископ нишавски 1869-1872.
- Партеније, викарни епископ дојрански до 1907, митрополит дебарски 1907-1913. Од 1910. његов викарни епископ био је Варнава Росић.
- Пахомије Кнежевић (1727-1783), епископ арадски 1769/70-1783.
- Пенарет, викарни епископ у Штипу 1858-1860.
- Петар Петровић (1740-1800), епископ горњокарловачки 1774-1784, епископ арадски 1784-1786, епископ темишварски 1786-1800, администрирао митрополију карловачку 1790.
- Петар Петровић (1748-1830), митрополит цетињски 1784-1830.
- Петар Јовановић Видак (1768-1818), епископ горњокарловачки 1801-1806, епископ вршачки 1806-1818.
- Петар II Петровић Његош (1813-1851), митрополит црногорски 1830/33-1851.
- Петар Јовановић (1800-1864), митрополит Србије 1833-1859, епископ горњокарловачки 1859-1864.
- Петар Зимоњић (1866-1941), митрополит захумско-херцеговачки 1903-1920, митрополит дабробосански 1920-1941.
- Платон Атанацковић (1787-1867), епископ будимски 1839-1848, епископ бачки 1848-1867.
- Прокопије I, митрополит херцеговачки 1837-1838, пре тога је био митрополит созоагатопољски.
- Прокопије, митрополит дабробосански 1851-1856.
- Прокопије II (Бугарин), митрополит херцеговачки 1864-1875, од 1875. прешао у Мелник на епархију.
- Прокопије Ивачковић (1809-1881), епископ арадски 1853-1873, архиепископ сибињски и митрополит романски 1873-1874, патријарх српски 1874-1879, умировљен 1879.

## С
- Сава Петровић (?-1781), митрополит скендеријски 1735-1781.
- Сава (?-1778), епископ (сахрањен у манастиру Ђипша).
- Сава Николајевић (1784-1847), епископ шабачки 1844-1847.
- Сава Косановић (1839-1903), митрополит дабробосански 1881-1885, поднео оставку 1885.
- Сава Бараћ (1831-1913), епископ жички 1889-1913, нешто пре тога је био администратор епархије врањске.
- Самуило (Грк), митрополит нишавски до 1815.
- Самуило Маширевић (1803-1870), епископ темишварски 1852/53-1864, патријарх српски 1864-1870, администрирао митрополију карловачку од 1861.
- Самуило Пантелић (1841-1886), епископ шабачки 1884-1886.
- Севастијан Дебељковић (1869-1905), митрополит скопски 1904-1905.
- Серафим, епископ штипски од 1753, митрополит дабробосански пре 1766 - 1776, митрополит самоковско-дупнички око 1778.
- Серафим, митрополит струмички 1759 - пре 1767.
- Серафим Перовић (1827-1903), митрополит захумско-херцеговачки 1889-1903.
- Сергије Каћански (1813-1859), епископ горњокарловачки 1858-1859, пре тога је 1848-1853 био мандатар будимске епархије, и 1855-1858 је као архимандрит администрирао горњокарловачку епархију.
- Сергије Георгијевић (1869-1922), епископ шабачки 1905-1919, умировљен 1919.
- Синесије Живановић (1711-1768), епископ арадски 1751-1768.
- Синесије, митрополит рашко-призренски 1837-1840.
- Синесије, викарни епископ у Штипу 1875-1878.
- Софроније Кириловић (?-1786), епископ ердељски 1769/70-1774, епископ будимски 1774-1781, епископ темишварски 1781-1786.
- Софроније I, митрополит скопски друга половина 18. века (после Генадија, пре Захарија)
- Софроније II, митрополит скопски 1840.
- Софроније (Грк), митрополит нишавски 1860-1868.
- Стефан (Милутиновић/Мркоњић/Радивојевић; ? - 1777/78), митрополит захумски, херцеговачки и требињски после 1763 - 1766, смењен 1766.
- Стефан Стратимировић (1757-1836), епископ будимски 1786-1790, митрополит карловачки 1790-1836.
- Стефан Авакумовић (1756-1822), епископ горњокарловачки 1798-1801, епископ темишварски 1801-1822.
- Стефан Станковић (1788-1841), епископ будимски 1829-1834, епископ бачки 1834-1837, митрополит карловачки 1837-1841, администрирао карловачку митрополију 1836-1837.
- Стефан Поповић (?-1849), епископ пакрачки 1839-1843, епископ вршачки 1843-1849.
- Стефан Ковачевић, епископ нишки 1862.
- Стефан Крагујевић (1803-1864), епископ пакрачки 1843-1864.
- Стефан Кнежевић (1806-1890), епископ далматински 1853-1890.

## Т
- Теодосије Мраовић (1816-1891), митрополит београдски 1883-1889.
- Теофан Живковић (1825-1890), епископ горњокарловачки 1874-1890. Биран је 1881. за патријарха, победио је али није потврђен, па је изабран Герман Анђелић.

## Ф
- Филарет, епископ штипски 1783.
- Филотеј, митрополит самоковски 1794.
- Фирмилијан Дражић (1852-1903), митрополит скопски 1899/1902-1903, администрирао је епархијом врањском 1876-1878, затим митрополијом скопском од 1897. године.